# Boraides
Boraides (em grego: Βοραΐδης; m. 548) foi um primo do imperador Justiniano (r. 527–565), melhor conhecido por seu papel na Revolta de Nica de 532. A principal fonte sobre ele é Procópio.

## Biografia

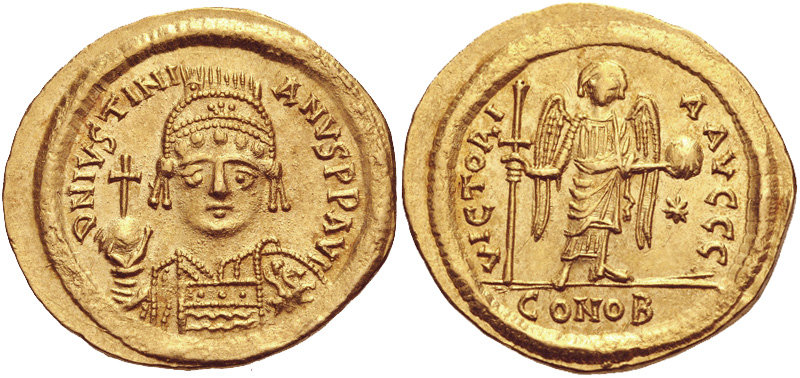
Soldo de Justiniano r.

Boraides foi o irmão de Germano e Justo. Teriam sido primos de Justiniano, embora a exata relação é incerta. Eram sobrinhos de Justino I (r. 518–527), embora muitas vezes erroneamente sejam indicados como primos do próprio Justiniano. No último dia da Revolta de Nica, Boraides e Justo foram responsáveis pela captura de Hipácio, que a população declarou imperador, e o seu irmão Pompeu.
Boraides morreu em 548, deixando mulher e filha. Seu testamento deixou a maior parte de sua propriedade para seu irmão Germano e sobrinhos Justino e Justiniano. Sua filha receberia apenas o mínimo exigido pela lei. Contudo, Justiniano, defendendo a causa de sua sobrinha, dispôs a herança ao favor dela. Isto foi visto com maus olhos por Germano, que alienou-se do imperador por algum tempo. Como consequência, Germano foi abordado pelos armênios descontentes Artabanes e Ársaces, que tentaram persuadi-lo a participar duma conspiração contra Justiniano. Germano, contudo, revelou o complô ao conde dos excubitores Marcelo, que por sua vez revelou ao imperador.